# أربعاء الساحل
أربعاء الساحل هي قرية أمازيغية مغربية وجماعة قروية وسط غربي المغرب. تنتمي أربعاء الساحل لإقليم تيزنيت على الساحل الأطلسي. تضم هذه الجماعة القروية 12.944 نسمة (إحصاء رسمي 2004).